# روز آنزاک

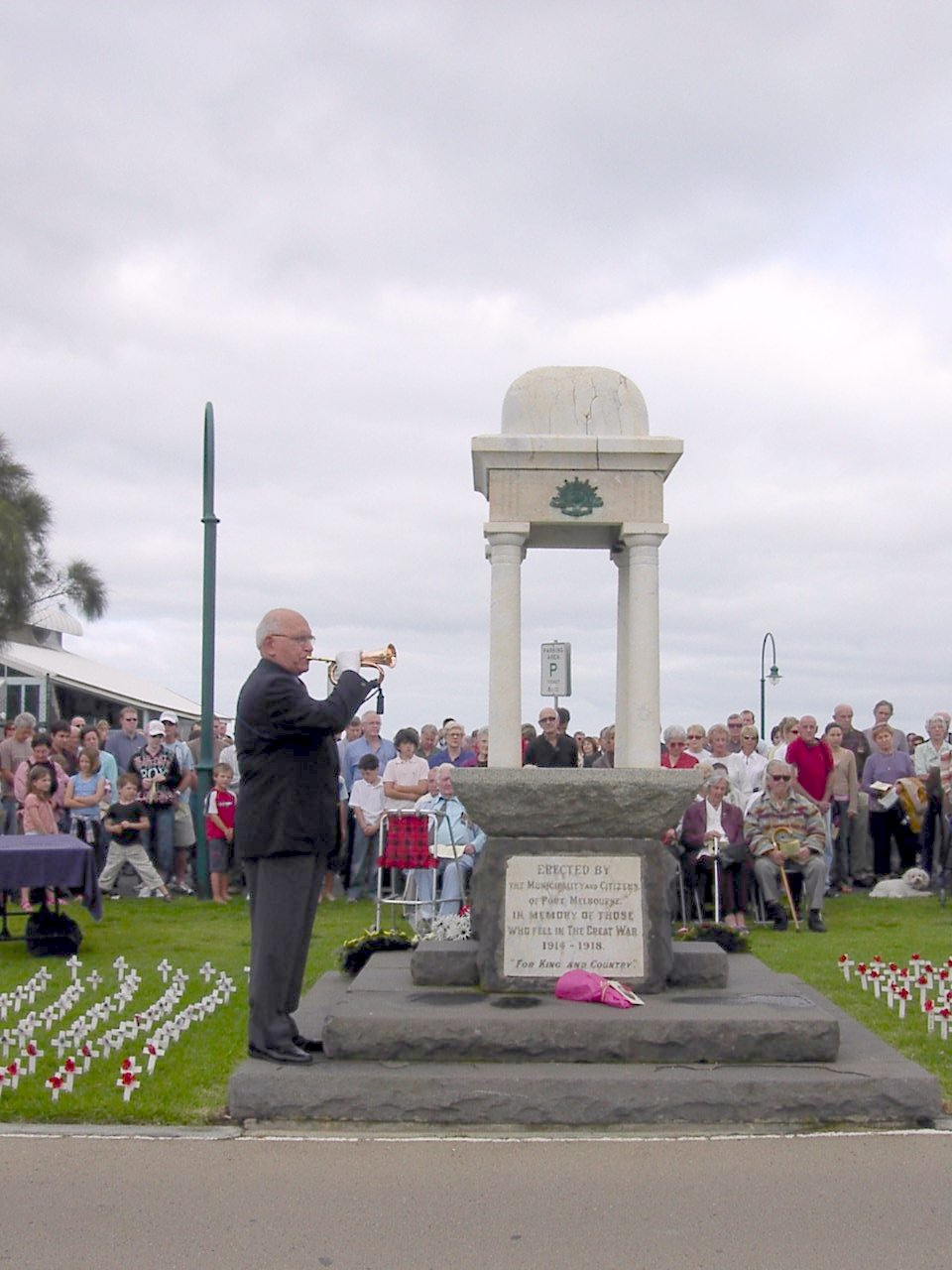
جان هوارد در مراسم روز انزک

روز اَنزَک (/ˈænzæk/) روز ۲۵ آوریل است. این نام اختصار عبارت ارتش مشترک استرالیا و زلاندنو است که در جنگ جهانی اول به عنوان نیروهای حامی انگلستان و در دسته متفقین شرکت کردند. این روز به یادبود کشته شدگان استرالیا و نیوزلند در نبرد گالیپولی ترکیه که در سال ۱۹۱۵ اتفاق افتاد گرامی داشته می‌شود اما از آن برای قدردانی از خدمات ارتش این دو کشور هم استفاده می‌شود. بیشتر شهرهای این دو کشور دارای بناها و میدانهای یادبود اَنزَک هستند و مراسم روز اَنزَک در این مکانها برپا می‌شود.

## پیوندها
- روز انزک در استرالیا
- روز انزک در زلاند نو